# Василенко, Виктор Иванович
Виктор Иванович Василенко (укр. Василенко Віктор Іванович; 1839—1914) — этнограф, земский статистик, исследователь народных художественных промыслов Полтавщины, действительный член Полтавского сельскохозяйственного общества и Полтавской учёной архивной комиссии.

## Биография
Происходил из старинного казацкого рода. Родился 31 января (12 февраля) 1839 года в селе Панское Золотоношского уезда (ныне эта территория затоплена водами Кременчугского водохранилища).
Рано осиротев, зарабатывал канцелярской службой в разных учреждениях. В 1882—1892 годах работал в отделе статистики Полтавского губернского земства. Склонный к наблюдению этнографических отличий в хозяйственных обычаях населения, он внёс в труды Полтавского земского статистического бюро много ценных определений бытовых экономических терминов.
Из отдельных личных трудов Василенко выдаются его исследования кустарных промыслов, особенно ткачества, отдельных поселений Полтавской губернии.
В. И. Василенко является одним из авторов «Энциклопедического словаря Брокгауза и Ефрона», в котором разместил ряд статей по географии родного края.
Выйдя в отставку, передал собственную библиотеку Полтавской общественной библиотеке.
Умер 24 марта (6 апреля) 1914 года в селе Белики Кобелякского уезда, где проживал после ухода со службы.